# Форонда, Питука де
Мария де лас Мерседес Мариана-и-Мария дель Кармен де Форонда-и-Пинто (исп. María de las Mercedes Mariana y Maria del Carmen de Foronda y Pinto более известная как Питука де Форонда исп. Pituka de Foronda 16 июля 1918, Санта-Крус-де-Тенерифе, Канарские острова, Испания — 12 ноября 1999, Мехико, Мексика) — мексиканская и кубинская актриса театра и кино.

## Биография
Родилась 16 июля 1918 года в Санта-Крус-де-Тенерифе в семье Хуана Франсиско де Форонда-старшего. В семье также были родные братья и сёстры — Ана Мария и Хуан Франсиско-младший, а также двоюродные братья — известные актёры Густаво и Рубен Рохо. К сожалению, Хуан Франсиско де Форонда-старший заболел тяжёлым психическим заболеванием и терроризировал семью, за что попал в психиатрическую больницу, что стало причиной развода между отцом и её матерью. Тяжёлое психическое расстройство привело её отца к скорпостижной смерти. Чуть позже её мать вышла замуж за Рубена Рохо Мартинеса де Николаса и впоследствии родила братьев Густаво и Рубена Рохо. Мать работала в области оптовой торговли. Семья поселилась в Монтевидео и там она начинала осваиваить азы театрального искусства, вскоре семья переехала в Парагвай, где её мать оставила оптовую торговлю и основала театральную студию и небольшой театр, где её дочь впервые сыграла в спектакле. В 1933 году началась война между Боливией и Парагваем и семье пришлось переехать в Чили, чуть позже они переезжают на Кубу с намерением вернуться в родную Испанию, но весть о начале Гражданской войны в Испании очень расстроила их, зато на Кубе началась её кинокарьера. Об успехах на Кубе узнал выдающиеся режиссёр Эмилио Фернандес и пригласил её в Мексику и та недолго думая, согласилась. Снялась в 24 работах в кино и телесериалах.
Скончалась 12 ноября 1999 года от естественных причин.

### Память
Её имя вписано золотыми буквами в историю мексиканского театра и кино.

## Фильмография

### Избранные телесериалы
- 1963 — Вина отцов
- 1971 — Уборка мусора
- 1980 — Соледад — Марта
- 1982 — Бьянка Видаль — Элоиса
- 1989 — Карусель — Сара
- 1994 — Маримар — тётя Эсперансы
- 1995 — Мария из предместья — сеньора Каро

### Избранные фильмы
- 1942 — Три мушкетёра